# Namhae-gun
Namhae-gun (koreanisch: 남해군) ist ein Landkreis in der Provinz Gyeongsangnam-do in Südkorea. Der Landkreis, besteht im Wesentlichen aus den beiden großen Inseln, Namhaedo (남해도) und Changeondo (창선도). Die größte Stadt des Landkreises ist Namhae. Sie befindet sich auf der Insel Namhaedo.

## Geografie

Namhae-gun mit der Hauptinsel Namhaedo und der kleineren Insel Changeondo

Namhae-gun besteht aus der Hauptinsel Namhaedo, der wesentlich kleineren Insel Changeondo, den drei kleinen bewohnten Inseln, Jodo (조도), Hodo (호도) und Nodo (노도) und aus weiteren 73 kleinen unbewohnten Inseln.
Der Landkreis erstreckt sich mit einer Fläche von 357,6 km2 über 26 km in die Breite und 30 km in die Länge. Namhae-gun stellt damit drei Prozent der Landfläche der Provinz Gyeongsangnam-do. Die 302 km lange Küstenlinie des Landkreises verfügt über viele Einbuchtungen und Naturhäfen, sowie großen Sandstrände im Nordwesten. Die höchsten Erhebungen befinden sich mit den Bergen Mangun (망운산) (786 m), Geum (금산) (701 m) und Won (왼산) (627 m) auf der Insel Namhaedo.
Auf und um Teilen der Hauptinsel liegt der Hallyeohaesang-Nationalpark (한려해상국립공원), der knapp 78,9 km2 der Insel belegt und insgesamt eine Gesamtfläche von 545,63 km2 abdeckt. 72,3 % des Parks liegen im Meer.

## Geschichte
Es ist bisher nicht geklärt, ab wann die Inseln besiedelt wurde. Man geht aber davon aus, dass bereits vor der Samhan-Periode (삼한) (1. Jh. v. Chr. bis 3. Jh. n. Chr.) die ersten Menschen kamen und sich vom Fischfang und den Erträgen des Bodens ernährten. Nachweislich erwähnt wurde Namhae erstmals im 7. Regierungsjahr des Königs Shinmun (진문) der Vereinigten Silla-Dynastie, also um 690 n. Chr. Allerdings wurde der Landkreis noch unter dem Namen Jeonyasan-gun geführt und war juristisch Cheongju (청주시) unterstellt. Im Jahr 757 wurde der Landkreis unter dem König Gyeongdeok der Administration von Gwangju (광주 광역시) zugeordnet und in Namhae-gun umbenannt.
1018 erfuhr der Landkreis unter dem König Hyeonjong eine erneute Namensänderung und nannte sich ihm zu Ehren Namhae-hyeon. 1413, zur Zeit der Joseon-Dynastie, wurde Namhae-hyeon dem Landkreis Hadong, nördlich von Namhae-hyeon auf dem Festland liegend, zugeordnet und bekam den Namen Hanam-hyun. Weitere administrative Zuordnungen folgten, sowie die Umbenennung in Namhae-hyun im weiteren Verlauf des 15. Jahrhunderts.
Im Zuge des Kriegs zwischen Korea und Japan war ab 1592 der Landkreis für sieben Jahre unbewohnbar. 1895 wurde Namhae-hyun schließlich in Namhae-gun umbenannt und in 8 Myuns (koreanische Administrationseinheiten) aufgeteilt. 1973 wurde Namhae-myeon zur Eup (größte Stadt eines Landkreises als administrative Einheit) erhoben und der Rest in sieben Myeons (administrative Einheit eines Landkreises) aufgeteilt. Später wurden durch eine weitere administrative Reorganisation die beiden Myeons Sangju und Miju gebildete, so dass der Landkreis Namhae-gun von diesem Zeitpunkt an über ein Eup und neun Myeon verfügte.

## Verkehrsanbindung

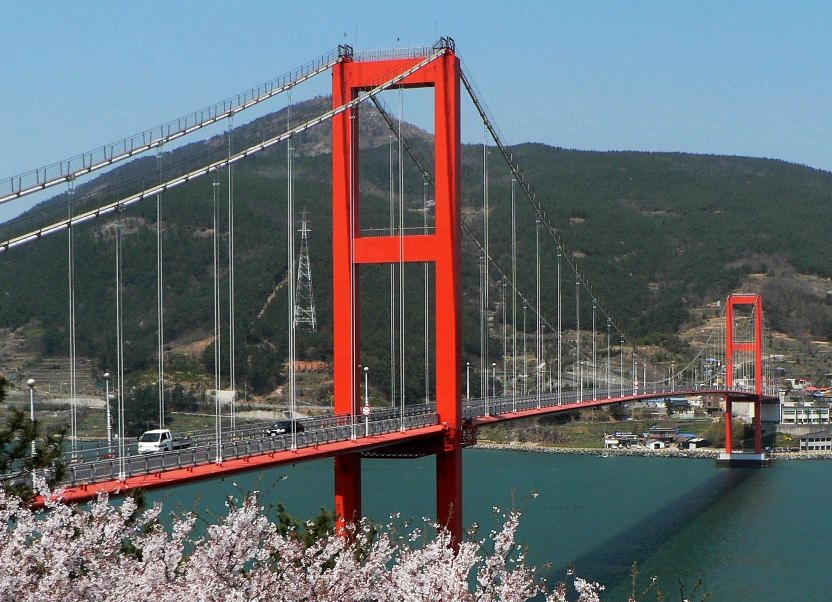
Namhae-Brücke (남해대교)

Namhae-gun ist über zwei Brücken mit dem Festland verbunden. Die Namhae-Brücke (남해대교), 1973 als Hängebrücke errichtet, ist 660 m lang und verbindet Namhae-gun mit Hadong-gun im Norden. Die Changseon-Samcheonpo-Brücke (창선-삼천포대교), die Namhae-gun über drei Inseln mit dem Festland im Nordosten verbindet, besteht eigentlich aus fünf einzelnen Brücken unterschiedlicher Bauart. Die Brücken wurden 2003 erbaut und haben eine Gesamtlänge von 3,4 km.
Im Juni 2011 wurde ein Fähr-Terminal in Seosang Port (서상 항구) fertiggestellt. Zwei Fährschiffe mit einer Kapazität von 200 Personen sollten zur Expo 2012 in Yeosu (여수시) eine 20-minütige Fährverbindung zwischen Yeosu und Namhae-gun ermöglichen und damit Touristen anziehen.
Der nächstgelegene Flughafen liegt auf dem Festland südlich von Jinju (진주시).

## Wirtschaft
Namhae-gun lebt von der Landwirtschaft, Fischerei und dem Tourismus, wobei letzterer klar der wachsende Wirtschaftszweig des Landkreises ist. Auf Grund seiner Lage, des günstigen Klimas und der Naturlandschaften der Inseln muss sich Namhae-gun um ausbleibende Touristen nicht fürchten.

## Natur
Die Naturlandschaft von Namhae-gun besteht hauptsächlich aus einer bewaldeten Berglandschaft mit felsigen Küstenabschnitten und sandigen Buchten. Im nordöstlichen zur Jinju-Bucht (진주만) gewandten Teil von Namhaedo verlaufen die Küstenabschnitte meist flacher. Dort bestimmt die Landwirtschaft das Landschaftsbild.
Neben dem Hallyeohaesang-Nationalpark befindet sich im Norden der Insel Namhaedo der 227 ha große Namhae Pyeonbaek Natural Recreation Forest. Der Wald wurde 1998 für Erholungszwecke seiner Bestimmung übergeben. Namensgeber für den Wald waren die Pyeonbaek-Bäume (편백), in Deutsch Hinoki-Scheinzypresse, die den Hauptbaumbestand des Waldes stellen.

## Sehenswürdigkeiten
Auf den beiden Inseln befinden sich sechs buddhistische Tempel: Boriam (벌이암), Hwabang (화방), Yongmun (용문), Undaeam (운대암), Mangunam (망운암) und Beopheung (벞흥), wobei die drei erstgenannten als touristische Attraktion vermarktet werden. Alle Tempel sind zugänglich.
Der Hallyeohaesang-Nationalpark (한려해상국립공원) stellt eine weitere Sehenswürdigkeit von Namhae-gun dar. Das Hallyeohaesang National Marine Park Office in Sangju-ri, Sangju-myeon und die beiden Informationscenter in Sangju-myeon und Idong-myeon geben Touristen Information und Hilfestellung für den Besuch des Nationalparks.

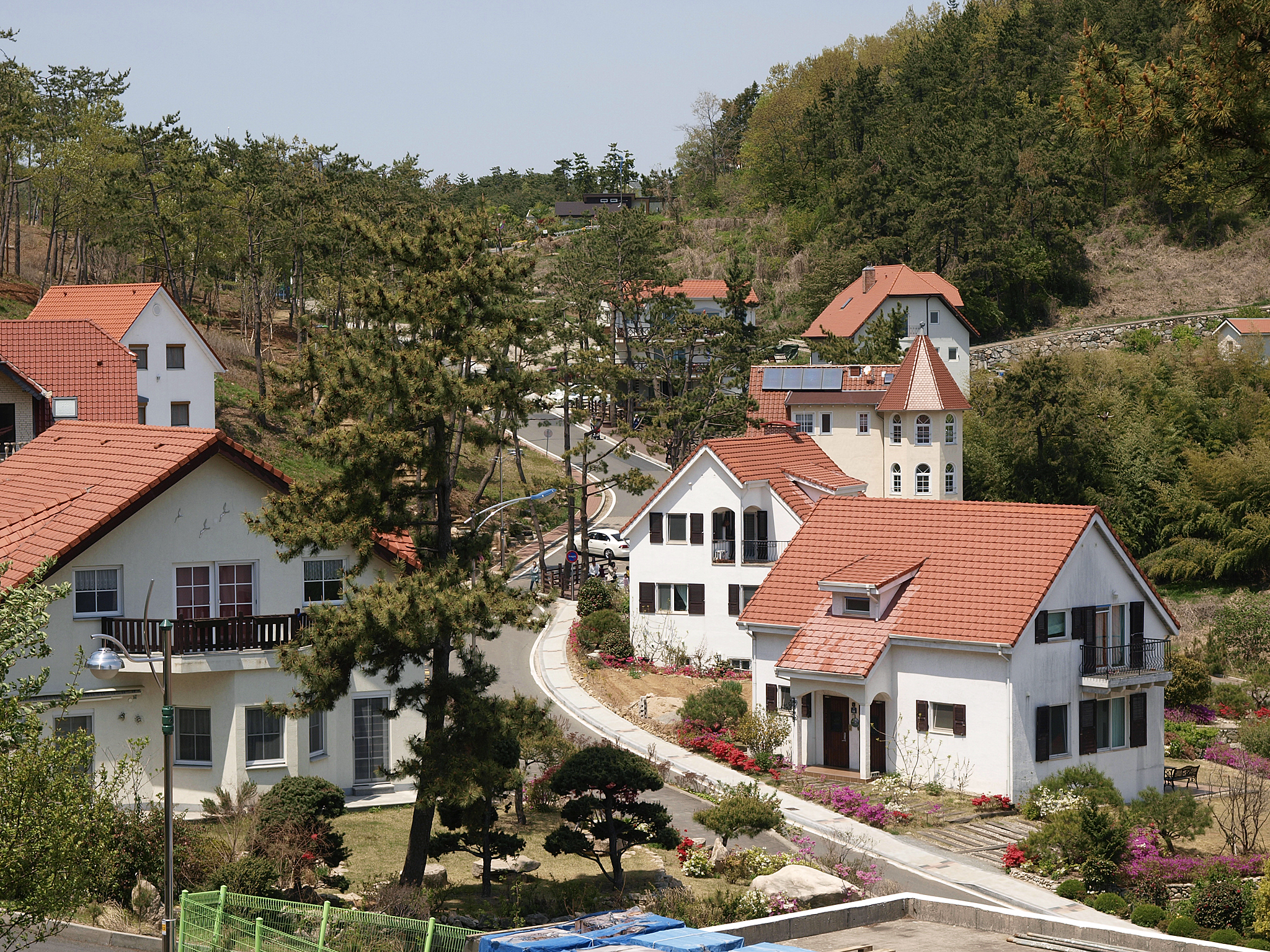
Dogil Maeul (독일 마을)

Ebenfalls auf der Insel befindet sich ein Butterfly Ecological Park mit Schmetterlingshaus, Erfahrungsbereich, einer Schmetterlingsausstellung und Schmetterlingsfarm zum Züchten der Tiere.

## Deutsches Dorf (독일 마을)
Eine Besonderheit in Korea ist Dogil Maeul (독일 마을), das Deutsche Dorf an der Ostküste der Insel Namhaedo. 2001 von dem Provinzpolitiker Du-Kwan Kim (김두관) geplant, bietet das Dorf ehemaligen in Deutschland tätigen koreanischen Gastarbeitern in einer Siedlung mit typisch deutschen Bauwerken und Ausstattung mit ihren koreanischen oder deutschen Lebenspartnern den Ruhestand zu genießen. Das Dorf ist mittlerweile weit über die Grenzen Koreas bekannt und zieht reichlich Touristen an, was von den Bewohnern des Dorfes zwar geduldet, aber nicht so gerne gesehen wird.